# Brasão de armas do Barém

O brasão de armas do Barém foi desenhado nos anos 1930 pelo Conselheiro britânico do Rei do Barém (então o emir). O escudo contém o mesmo desenho encontrado na bandeira nacional com um escudo no centro. Consiste em um campo de gules com uma franja dentada (com seis pontas) de prata, situada com o chefe. Ao redor do escudo apresentam-se lambrequíns de gules e prata que o decoram.